# ヒュー・バギー
エドワード・ヒュー・バギー（英語: Edward Hugh Buggy、1896年7月9日 - 1974年6月18日）は、ヴィクトリア・フットボール・リーグ（1989年にオーストラリアン・フットボール・リーグに改名）を取材するオーストラリアンフットボール担当記者として知られる優秀なジャーナリストであった。
1896年にオーストラリアのビクトリア州セイモアで生を受けたバギーは父の死後、母と共にメルボルンに引っ越す前に地元の学校に通っていた。サウス・メルボルン・レコード（South Melbourne Record）で報道記者としてのキャリアを開始し、1917年にメルボルンのジ・アーガスに入社した。1921年に大学でジャーナリズム課程を専攻したことで、写真のように正確に記憶できる能力を手に入れた。

## ジャーナリスト
5年間、シドニー・サン（Sydney Sun）で新聞編集長代理を務めたにもかかわらず、バギーは寧ろ記者の仕事の方を好んだ。1927年に犯罪組織のメンバーであるスクイージー・テイラーと犯罪者のジョン・"スノーイ"・カットモアとの間で勃発した銃殺事件や1928年のオーストラリア人飛行家であるチャールズ・キングスフォード・スミスと航空機のサザンクロスの来訪のような、一生のうちで劇的な出来事を多く取材してすぐにでも伝えたいという思いに駆られた。1932年のシドニー・ハーヴァー・ブリッジ開通に合わせて、準極右軍事組織のニュー・ガード隊長であるフランシス・デ・グルートにインタビューを敢行した唯一の記者でもあった。
ジャーナリストとしての経歴を積んでいる間に、彼はシドニーとメルボルンに本社がある幾つかの新聞社で働きながら多くの旅に出た。1923年にジ・アーガスを退社したバギーは、1923年から1925年まで新しくメルボルン・イヴニング（Melbourne Evening）で働いたのち、1925年から1927年、1928年から1931年、および1937年から1942年にシドニー・サン（Sydney Sun）、1927年にザ・サン・ニュース＝ピクトリアル（The Sun News-Pictorial）、および1932年から1937年までにはメルボルンのジ・ヘラルドにそれぞれ転勤した。1950年にジ・アーガスに入社し、1951年にはオーストラリアンフットボール担当の主任記者となった。1957年にジ・アーガスが新聞発行を中止した後はメルボルン郊外にある様々な新聞社で働いたり、カトリック系の新聞社であるジ・アドヴォケート（The Advocate）に寄稿したりした。さらにはトゥルースで3年間、裁判担当の主任記者として働いた。

## 検閲官
第二次世界大戦の最中である1942年から1946年まで、ダグラス・マッカーサー将軍率いる司令部で作戦検閲官主任を務めた。1946年から1950年まではラジオ・オーストラリアの担当記者だった。

## 作家
1928年にはチャールズ・キングフォード・スミスとチャールズ・ウルムの『Story of the Southern Cross Trans-Pacific Flight』、1932年にはヴィクトリア十字勲章、戦功十字勲章、英国陸軍功労章を受章した政治家であるジョー・マックスウェルが第一次世界大戦での自身の経験について順を追って話した『Hells Bells and Mademoiselles』をそれぞれ代筆し、その後の1946年には『Pacific Victory』を執筆した。
1957年、自身の著作である『The Real John Wren』を上梓した。

## スポーツジャーナリズム
バギーはまたスポーツ競技関連、とりわけオーストラリアンフットボール関連で評価の高い記者であるにもかかわらず、様々なスポーツ競技を取材した。伸び伸びとした正々堂々たる表現には天賦の才能を感じさせた。クリケットオーストラリア代表とクリケットイングランド代表との間で行われるクリケットのテストマッチシリーズであるジ・アッシズ 1932/33シーズン期間中にボディラインという戦術を編み出したのが彼であると広く信じられてきたが、最終的にはこの主張に関しての決着はされなかった。
1957年にジ・アーガスでの新聞発行が中止されるまでに、1951年のジ・アーガスにおけるオーストラリアンフットボール担当の主任記者となった。

## 死
バギーは2度結婚したが、いずれの場合も離婚が成立しており子宝にも恵まれなかった。1974年7月18日に心臓発作のために没した後、セイモアに埋葬された。

## 殿堂
1996年にオーストラリアンフットボール殿堂入りを果たした。殿堂入り決定に際して、彼について読まれた言葉がある。
1917年にジ・アーガスに入社し、とても尊敬されるオーストラリアンフットボール担当記者になった。
他の場所でより幅広い経験を増やした後の1951年にオーストラリアンフットボール担当の主任記者になった。
郊外にある新聞社で働き、アドヴォケートでオーストラリアンフットボールの記事を書き続けた。
カールトンを含めた重要なクラブの歴史を執筆した。

## 著作
- Buggy, H., Hugh Buggy's Murder Book: True Crime Stories by a Famous Reporter, Argus & Australasian Ltd., (Melbourne), 1948?
- Buggy, H., Let's Look at Football, Argus, (Melbourne), 1952.
- Buggy, H., Pacific Victory: A Short History of Australia's Part in the War against Japan, Victorian Railway Printing Works, (North Melbourne), 1945.
- Buggy, H., The Real John Wren, Widescope, (Camberwell), 1977. ISBN 0-86932-031-9
- Buggy, H. & Bell, H., The Carlton Story: A History of the Carlton Football Club, Eric White Associates, (Melbourne), 1958.
- Buggy, H., Taylor, P. & Banfield, P., Football Headlines: Great Men and Great Moments of the Australian Game, Argus and Australasian Ltd., (Melbourne), 1955.
- Kingsford-Smith, C.E. & Ulm, C.T.P., Story of the "Southern Cross" Trans-Pacific Flight, 1928, Penlington & Somerville, 1928.
- Ross, J. (ed.), The Australian Football Hall of Fame, HarperCollinsPublishers, (Pymble), 1999. ISBN 0-7322-6426-X